# Agents doubles
Agents doubles (Bent) est un film américain réalisé par Robert Moresco, sorti en 2018. 

## Synopsis
Danny Gallagher est un ancien membre de la brigade des stups emprisonné à tort pour corruption lors d'une opération où son collègue et un autre policier ont été tués. En quête de vengeance contre les responsables, il  se met à enquêter sur la mort d'une femme dans l'explosion d'une voiture. Aux côtés d'une agent du gouvernement, il se retrouve au milieu d'une conspiration impliquant espions de l'agence et terroristes.

## Fiche technique
- Réalisation : Robert Moresco
- Scénario : Robert Moresco, d'après le roman Deadly Codes de Joseph P. O'Donnell
- Photographie : Gian Filippo Corticelli
- Montage : Martin Bernfeld et Matthew Rundell
- Musique : Zacarías M. de la Riva
- Costumes : Marta Fenollar
- Sociétés de production : Grindstone Entertainment Group et AMBI Group
- Société de distribution : Lionsgate
- Format : Couleurs
- Pays d'origine : États-Unis
- Genre : Thriller et espionnage
- Durée : 96 minutes
- Dates de sortie :
  -  États-Unis : 9 mars 2018
  -  France : 6 juin 2019 (Diffusion à la télévision)[1]

## Distribution
- Karl Urban : Danny Gallagher
- Sofía Vergara : Rebecca
- Andy García: Jimmy Murtha
- Vincent Spano : Charlie Horvath
- John Finn : Driscoll
- Grace Gealey : Kate
- Trai Byers : Chuck